# 接骨木属
接骨木属（学名：Sambucus）约20余种，广泛分布在全球南北的温带和亚热带地区，在北半球种类最多，在南半球仅限于南美洲和澳洲部分地区。以前的分类方法将其列入忍冬科，但最新的根据基因分类的APG 分类法将其列入五福花科。
接骨木属植物一般为灌木或小乔木，只有两种为多年生草本，落叶对生，为奇数羽状复叶，5-30厘米长，小叶有锯齿；花小，聚合成圆锥状聚伞花序，白色或黄白色，春季末开花；果实为浆果，为红色、蓝色或黑色，也有少数为黄色或白色。
属名Sambucus源于拉丁语sambucus，即接骨木。

## 主要品种

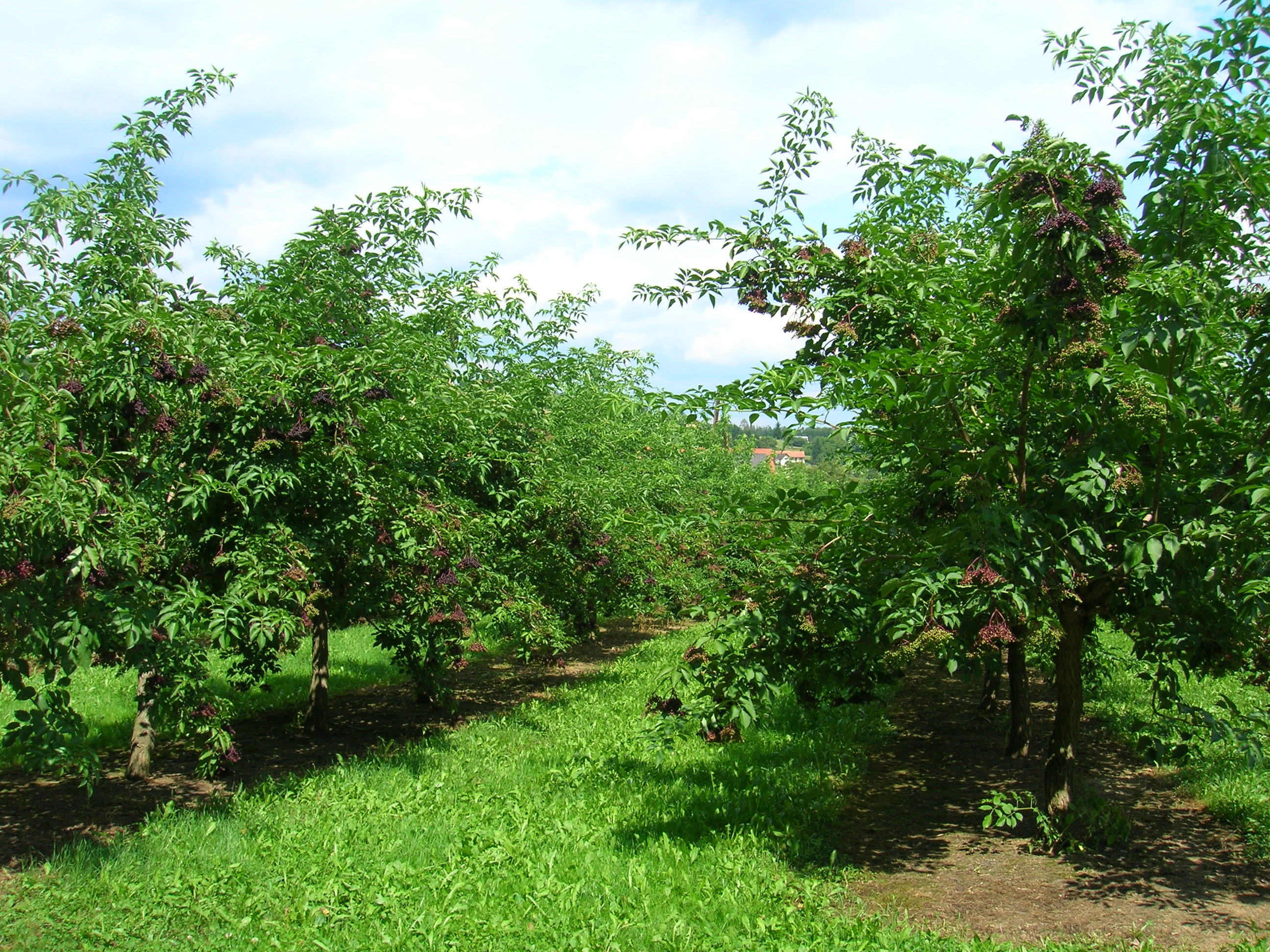
奥地利种植的接骨木

### 美洲
- 南美接骨木 Sambucus australis （南美洲东部）；
- Sambucus callicarpa （北美洲西海岸）；
- 加拿大接骨木 Sambucus canadensis （北美洲）；
- Sambucus cerulea （syn. S. caerulea, S. glauca，美国西北）；
- 墨西哥接骨木 Sambucus mexicana （墨西哥和中美洲）
- Sambucus melanocarpa （北美洲西部）；
- Sambucus microbotrys （北美洲西南山区）；
- 秘鲁黑接骨木 Sambucus peruviana （南美洲西北）；
- Sambucus pubens （北美洲北部）；
- Sambucus simpsonii （美国东南）；
- 绒毛接骨木 Sambucus velutina' （北美洲西南）；

### 亚洲
- 血满草 Sambucus adnata （中国，喜马拉雅山区和亚洲东部）；
- Sambucus alveolatisemina Huang et Zhou, 2012 [1]
- 接骨草 Sambucus chinensis （东亚山区）；
- 鹤庆接骨草 Sambucus heqingensis Huang et Zhou, 2012 [1]
- 蒴藋 Sambucus javanica （亚洲东南）；
- 宽叶接骨木 Sambucus latipinna （朝鲜，西伯利亚东南）；
- 无梗接骨木 Sambucus sieboldiana （日本和朝鲜半岛）；
- 高加索接骨木 Sambucus tigranii （亚洲西南山区）；
- 接骨木 Sambucus williamsii （中国，亚洲东北）；

### 欧洲和非洲
- 西洋接骨木 Sambucus nigra （欧洲和西亚）；
- 加那利接骨木 Sambucus palmensis （加那利群岛）；
- Sambucus racemosa （欧洲北部，亚洲西北）；
- Sambucus ebulus （欧洲南部和中部、西亚、北非）。

### 澳洲
- 澳洲接骨木 Sambucus australasica （新几内亚和澳大利亚东部）；
- 白果接骨木 Sambucus gaudichaudiana （澳大利亚东南）；

## 应用

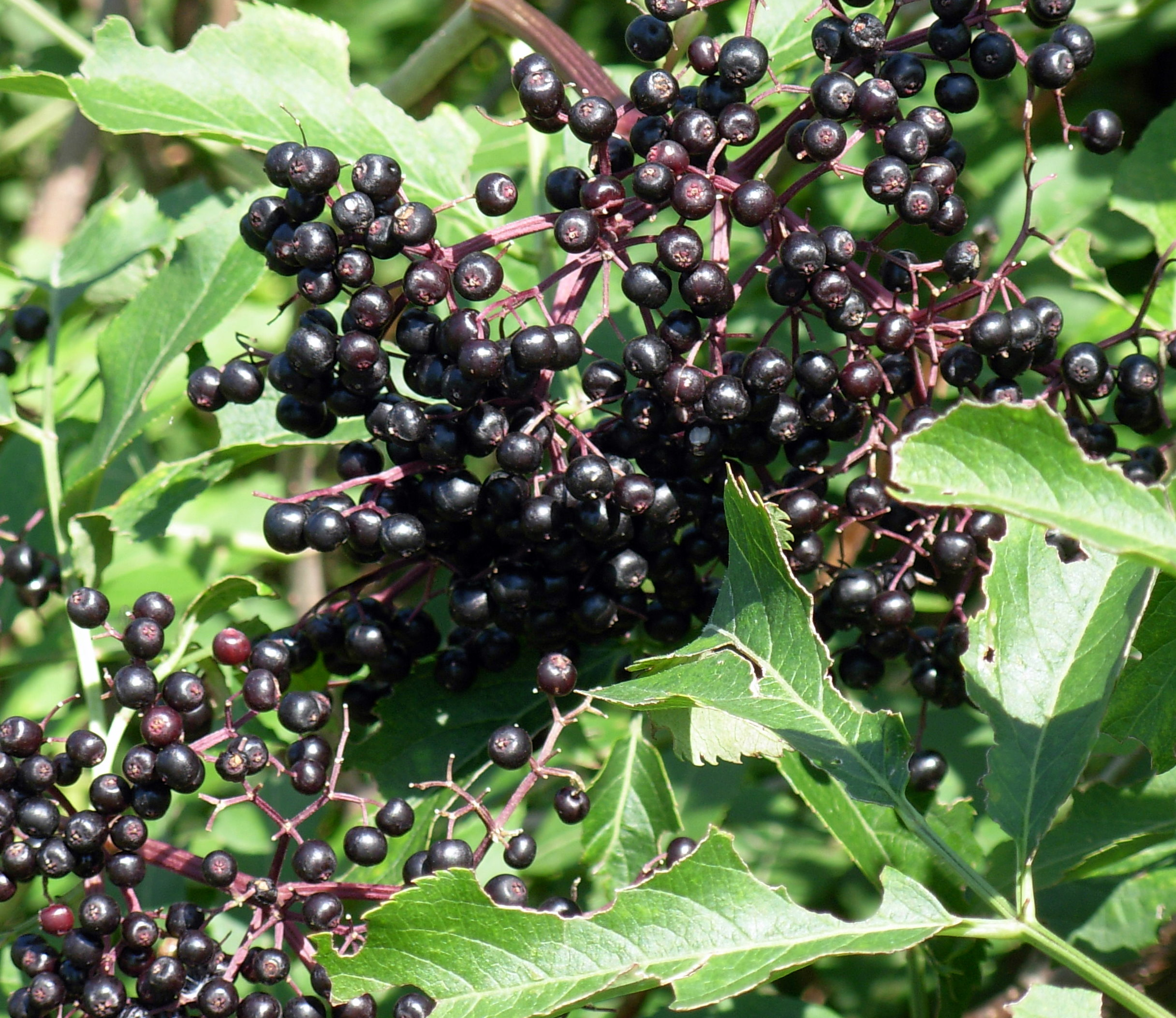
接骨木浆果

接骨木的浆果可以食用，花和浆果也可以酿酒，花可以做茶，浆果可以做果酱，但接骨木绿色部分和未成熟的果实有毒，花色浆果的种子也有毒，食用时一定要小心。
接骨木也可以作为观赏树，其枝条可以入药，可祛风湿，行血通络，治疗跌打损伤。

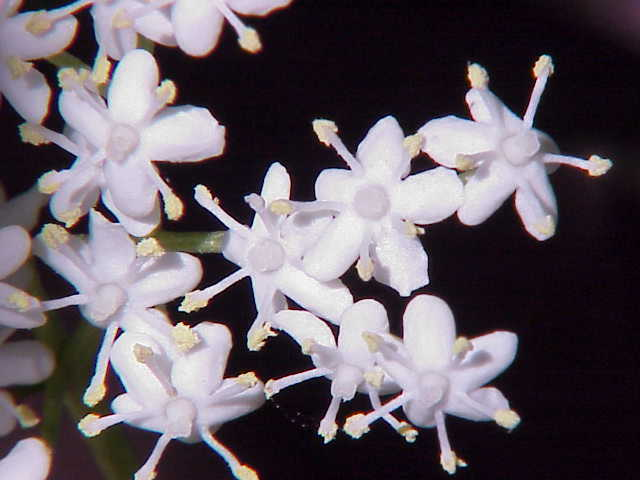
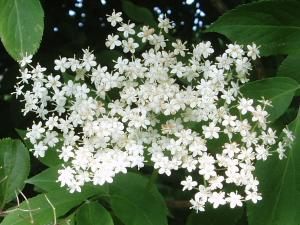
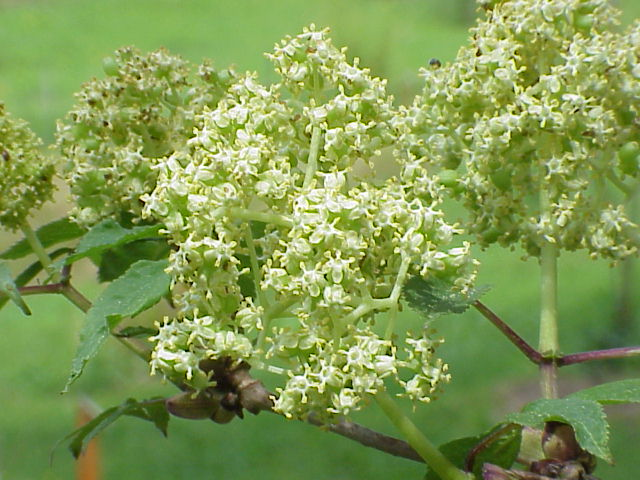
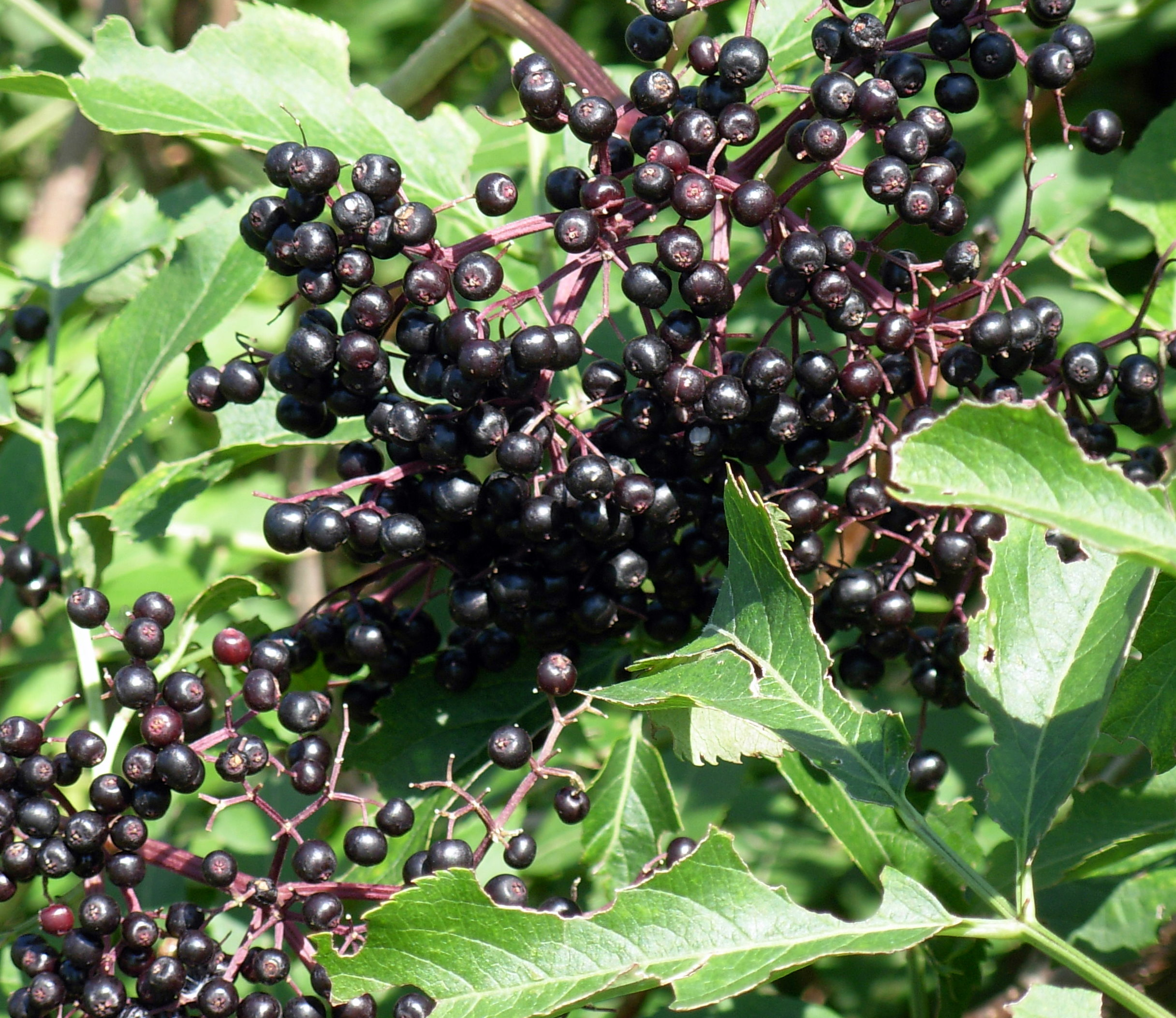